# Axel Drake
Gustaf Axel Ludvig Drake (af Hagelsrum), född 16 februari 1834, död 3 september 1893, var en svensk skolman, och pedagogisk författare.
Drake blev student vid Uppsala universitet 1854, där han 1857 blev filosofie doktor. Efter några års lärareförordnanden blev han 1865 lektor i levande språk i Nyköping, en tjänst han sedan innehade till sin död. Drake, som gjorde flera vetenskapliga studieresor till Frankrike och Tyskland, verkade genom åtskilliga skrifter såsom Några ord i läroverksfrågan (1881), Ett inlägg i undervisningsfrågan (1887), ett stort antal uppsatser i tidskriften Verdandi samt anförande för reformer i undervisningen vid de allmänna läroverken, särskilt för inskränkning i latinstudiet. Vid sin död han gjort omfattande förarbeten till en fransk språklära, lämpad efter hans pedagogiska åsikter. Drake intresserade sig även för sociala frågor, och var en av de första i Sverige som arbetade för bildande av konsumtionsföreningar bland arbetare. I Svenska Mosskulturföreningens Tidskrift uppträdde han kort före sin död med en på sina studier i ungdomen grundad uppsats om mossarnas utdikning, vilken ådrog sig ganska mycket uppmärksamhet.